# Olympique Gymnaste Club de Nice Côte d'Azur 2011-2012
Questa voce raccoglie le informazioni riguardanti l'Olympique Gymnaste Club de Nice nelle competizioni ufficiali della stagione 2011-2012.

## Maglie e sponsor
Lo sponsor ufficiale per la stagione 2011-2012 è Les Mutuelles du Soleil.
| Manica sinistra · Manica sinistra · Maglietta · Maglietta · Manica destra · Manica destra · Pantaloncini · Calzettoni | Manica sinistra · Manica sinistra · Maglietta · Maglietta · Manica destra · Manica destra · Pantaloncini · Calzettoni |  |

## Organigramma societario
Area direttiva
- Presidente: Jean-Pierre Rivière

Area tecnica
- Allenatore: René Marsiglia
- Allenatore in seconda: Frédéric Gioria
- Preparatore dei portieri: Lionel Letizi

## Rosa
| N. |                           | Ruolo | Calciatore         |
| -- | ------------------------- | ----- | ------------------ |
| 1  | Colombia (bandiera)       | P     | David Ospina       |
| 2  | Argentina (bandiera)      | D     | Renato Civelli     |
| 4  | Serbia (bandiera)         | D     | Nemanja Pejčinović |
| 5  | Senegal (bandiera)        | D     | Kévin Gomis        |
| 6  | Francia (bandiera)        | C     | Didier Digard      |
| 7  | Francia (bandiera)        | C     | Fabrice Abriel     |
| 8  | Francia (bandiera)        | C     | David Hellebuyck   |
| 9  | Francia (bandiera)        | A     | Xavier Pentecôte   |
| 10 | Francia (bandiera)        | C     | Camel Meriem       |
| 11 | Francia (bandiera)        | A     | Éric Mouloungui    |
| 12 | Francia (bandiera)        | C     | Elliot Grandin     |
| 14 | Costa d'Avorio (bandiera) | C     | Emerse Faé         |
| 15 | Costa d'Avorio (bandiera) | C     | Kafoumba Coulibaly |
| 16 | Perù (bandiera)           | P     | Raúl Fernández     |
| 17 | Francia (bandiera)        | C     | Kévin Anin         |

| N. |                           | Ruolo | Calciatore         |
| -- | ------------------------- | ----- | ------------------ |
| 18 | Argentina (bandiera)      | D     | Fabián Monzón      |
| 19 | Costa d'Avorio (bandiera) | A     | Franck Dja Djedje  |
| 20 | Costa d'Avorio (bandiera) | A     | Abraham Guié Gneki |
| 21 | Gabon (bandiera)          | C     | Lloyd Palun        |
| 22 | Francia (bandiera)        | D     | Kévin Malaga       |
| 23 | Mali (bandiera)           | C     | Drissa Diakité     |
| 24 | Portogallo (bandiera)     | A     | Esmaël Gonçalves   |
| 26 | Francia (bandiera)        | A     | Anthony Mounier    |
| 27 | Francia (bandiera)        | C     | Julien Sablé       |
| 29 | Francia (bandiera)        | D     | François Clerc     |
| 30 | Francia (bandiera)        | P     | Lucas Véronèse     |
| 33 | Francia (bandiera)        | C     | Cyril Hennion      |
| 34 | Francia (bandiera)        | C     | Alexy Bosetti      |
| 35 | Francia (bandiera)        | D     | Diacko Fofana      |